# Masdevallia trechsliniana
Masdevallia trechsliniana là một loài thực vật có hoa trong họ Lan. Loài này được Königer & J.Meza mô tả khoa học đầu tiên năm 1997.